# Elefterie al Bizanțului
Elefterie al Bizanțului (în greacă Ἐλευθέριος, transliterat: Eleutherios; n. secolul I d.Hr. – d. 136 d.Hr., Bizanț, Imperiul Otoman, Turcia) a fost un episcop al Bizanțului pentru aproape șapte ani, între anii 129 și 136, în perioada romană. A slujit în timpul domniei împăratului roman Hadrian.